# مايك بروير (لاعب اتحاد الرغبي)
مايك بروير (بالإنجليزية: Mike Brewer)‏ هو لاعب اتحاد الرغبي نيوزيلندي، ولد في 6 نوفمبر 1964 في إقليم أوكلاند في نيوزيلندا.

## وصلات خارجية
- مايك بروير على موقع دوري الرغبي الممتاز (الإنجليزية)
- مايك بروير عل موقع إسبنسكروم (الإنجليزية)